# Камышовая Бухта (село)
Камышовая Бухта (укр. Комишева Бухта) — упразднённый посёлок в Гагаринском районе Севастополя, сейчас — микрорайон на юго-западе Севастополя. Расположена на берегу одноимённой бухты, от которой и получил своё название.

## История
В древности на месте посёлка существовали античные усадьбы хоры Херсонеса Таврического, некоторые из которых продолжали существовать до средневековья. Во время Крымской войны в Камышовой бухте была стоянка французского флота, на берегу был построено поселение, которое в те времена называли «город Камьеш» (с ресторанами, лавками и церковью, театром на 1200 мест). Во второй половине XIX века здесь появляются хутора жителей (в основном, офицеров) Севастополя. Согласно Списку населённых пунктов Крымской АССР по Всесоюзной переписи 17 декабря 1926 года, на хуторе Камышская Бухта Ново-Земельского сельсовета Севастопольского района имелось 10 дворов, все крестьянские, население составляло 36 человек (по 20 мужчин и 16 женщин). В национальном отношении учтено 21 русский, 11 украинцев, 1 белорус, 1 немец, 1 эстонец, 1 записан в графе «прочие».
В 1952 году, в связи с созданием базы Азюово-Черноморского бассейна по вылову и переработке рыбы начал строиться рыболовецкий порт и посёлок при нём. В 1961 году Камышовой бухте был присвоен статус посёлка городского типа, видимо, тогда же образован поссовет, поскольку на 1968 год он уже существовал. На 1974 год население посёлка составляло 11,7 тысяч человек. К 1 января 1977 года пгт Камышовая Бухта был включён в состав Севастополя.